# 김덕함 묘 및 신도비
김덕함 묘 및 신도비(金德諴 墓 및 神道碑)는 대한민국 경기도 파주시 적성면 무건리에 있는, 조선 중기의 문신인 김덕함(金德諴 1562~1636)의 묘와 신도비이다. 1993년 10월 30일 경기도의 기념물 제144호로 지정되었다.

## 개요
조선 중기의 문신인 김덕함(金德諴 1562~1636)의 묘와 신도비이다. 김덕함의 본관은 상산(商山), 자는 경화(景和), 호는 성옹(醒翁), 시호는 충정(忠貞)으 로 이조참판을 지낸 김홍(金洪)의 아들이다. 선조 21년(1588) 진사로 증광문 과에 급제하고 임진왜란이 일어나자 연안에서 초토사 이정암을 도와 의병을 모집하고 군량을 조달하는 일을 맡았다. 선조 27년 군공청이 세워지자 도청(都廳)이 되어 공을 세웠다. 이후 내·외직을 거쳐 광해군 때 군기시정에 올랐다. 광해군 9년(1617) 인목대비에 대한 폐모론이 일자 이항복·정홍익과 함께 반대하다가 남해에 유배되었다. 1623년 인조반정으로 집의(執義)가 되고 참의(參議)를 거쳐 부제학·대사성·대사간을 역임했다. 인조 5년(1627) 정묘호란 때 에 호소사의 난이 끝난 뒤 여주목사·춘천부사 등을 역임하였고 인조 14년 청백리에 선정되고 대사헌에 올랐다.
묘역은 낮은 사성으로 둘러져 있고 봉분은 단분으로 부인 경주이씨와의 합장묘이다. 봉분 우측에 구비와 신비가 세워져 있고, 봉분 앞에는 상석과 향로석이 있다. 상석 앞에는 좌우로 망주석과 문인석이 1쌍씩 배열되어 있다. 신도비는 묘역 하단에 비각을 설치하여 보호하고 있는데 비신 94×28×188cm, 대좌 147×92×60cm, 대석이 221.5×161×20cm로 비문은 송시열(宋時烈)이 글을 짓고, 김수항(金壽恒)이 전액(篆額)을 쓰고, 증손 김유(金濡)가 글을 써서 숙종 12년(1686)에 건립한 것이다. 이 묘역 은 두 번의 이장을 거쳐 현종 원년(1660)에 현 위치에 조성되었다.

## 같이 보기
- 김덕함

## 참고 문헌
- 김덕함묘및신도비 - 국가유산청 국가유산포털